# Mouillac (Tarn-et-Garonne)
Mouillac (okzitanisch: Molhac) ist eine französische Gemeinde mit 91 Einwohnern (Stand: 1. Januar 2022) im Département Tarn-et-Garonne in der Region Okzitanien (vor 2016: Midi-Pyrénées). Die Gemeinde liegt im Arrondissement Montauban und ist Teil des Kantons Quercy-Rouergue (bis 2015: Kanton Caylus). Die Einwohner werden Mouillacois genannt.

## Geografische Lage
Mouillac liegt etwa 37 Kilometer nordnordöstlich vom Stadtzentrum von Montauban. Umgeben wird Mouillac von den Nachbargemeinden Vaylats im Norden, Loze im Nordosten, Caylus im Osten und Südosten sowie Puylaroque im Süden und Westen.
Im nordöstlichen Gemeindegebiet befindet sich ein Areal des Militärgeländes Les Espagnots.

## Einwohnerentwicklung
| Jahr      | 1962 | 1968 | 1975 | 1982 | 1990 | 1999 | 2006 | 2013 |
| --------- | ---- | ---- | ---- | ---- | ---- | ---- | ---- | ---- |
| Einwohner | 59   | 45   | 39   | 44   | 55   | 66   | 70   | 104  |